# LOL (2012)
LOL is een romantische komedie uit 2012 geregisseerd en geschreven door Lisa Azuelos en Karim Aïnouz. De film is een remake van de Franse film LOL (Laughing Out Loud) uit 2008.

## Verhaallijn
Nadat de 17-jarige Lola haar vriend dumpt, zet ze haar zinnen op een andere vriend. Hierin zet ze een stap naar het volwassen worden. Ze experimenteert met seks en drugs. Tijdens Lola's rebelse periode heeft haar moeder het moeilijk met haar echtscheiding.

## Rolverdeling
- Miley Cyrus als Lola
- Demi Moore als Anne, Lola's moeder
- Jean-Luc Bilodeau als Jeremy, Lola's vriend
- Ashley Greene als Ashley, de Post-It
- Douglas Booth als Kyle, Lola's allerbeste vriend (later het vriendje)
- Marlo Thomas als Gran, Lola's grootmoeder en Annes moeder
- George Finn als Chad, Lola's (ex)vriendje
- Thomas Jane als Allen
- Adam G. Sevani als When
- Ashley Hinshaw als Emily
- Lina Esco als Janice
- Jay Hernandez als James
- Austin Nichols als Mr. Ross
- Gina Gershon als Kathy
- Nora Dunn als Emily's moeder
- Tanz Watson als Lloyd
- Fisher Stevens als Roman

## Productie
De film is een remake van de Franse film LOL (Laughing Out Loud). De film werd geregisseerd door Lisa Azuelos, die ook de Franse versie maakte. De opnames zijn op 20 juli 2010 gestart en half oktober 2010 afgerond. De opnames vonden plaats in Detroit, Chicago en Parijs.

## Uitgifte
Eerst zou de film in september 2011 uitkomen, daarna werd de uitgifte telkens uitgesteld, doordat Lionsgate niet zeker was of de film wel succesvol zou worden. Bovendien kampte Lionsgate met financiële problemen. Voor dezelfde reden wordt LOL slechts gelimiteerd uitgebracht in slechts zeven steden in de VS op 4 mei 2012 zonder promotie. Het openingsweekend was het bezoekersaantal ook aanzienlijk laag. In een twintigtal andere landen volgt wel een volwaardige internationale première. In België werd de film maar in een beperkt aantal bioscoopzalen vertoond. Op 31 juli 2012 verschijnt de film op dvd.

## Ontvangst
In de VS werd de film negatief onthaald door recensenten en behoudt 20% op Rotten Tomatoes.